# Stade Sidi-Youssef-Ben-Ali
Pour les articles homonymes, voir Ben Ali (homonymie).
 (mars 2025).
Le stade Sidi Youssef Ben Ali (en arabe : ملعب سيدي يوسف بن علي) est un stade de football situé dans la ville de Marrakech au Maroc. C'est l'enceinte de l'Olympique de Marrakech.